# Дий Брадли Бейкър
Дий Брадли Бейкър (на английски: Dee Bradley Baker; роден на 31 август 1962 г.) е американски актьор, певец и комик. Активно се занимава с озвучаване на анимационни филми и сериали, реклами и видеоигри.

## Кариера
По-известните му роли са тези на Татко в „Крава и пиле“, множество герои в „Спондж Боб Квадратни гащи“, Номер 4 в „Кодово име: Съседските деца“, д-р Кърт Конърс/Гущера във „Върховният Спайдър-Мен“, Канелена Кифличка във „Време за приключения“, Клаус в „Американски татко!“, някои от извънземните форми на Бен в „Бен 10“ и неговите продължения, Пери Птицечовка във „Финиъс и Фърб“, а също Капитан Рекс в „Междузвездни войни: Войната на клонингите“ и други.
През 2012 г. е номиниран за наградата Ани за озвучаване в телевизионна продукция за работата си по „Междузвездни войни: Войната на клонингите“. През 2014 г. получава втора номинация за пълнометражния анимационен филм „Кутийковците“. През 2017 г. Бейкър е номиниран за награда Еми в категория „Най-добро изпълнение в анимационно предаване“ за ролята на Клаус в „Американски татко!“.

## Други дейности
От 2012 г. Бейкър има уебсайт, където пише съвети и напътствия за всеки, който има желание да се занимава с озвучаване.

## Личен живот
Живее в Лос Анджелис със съпругата си Мишел и двете си дъщери Джоси и Кора.

## Избрана филмография
| Година | Филм                                         | Оригинално заглавие                          |
| ------ | -------------------------------------------- | -------------------------------------------- |
| 1996   | Космически забивки                           | Space Jam                                    |
| 1997   | Котките не танцуват                          | Cats Don't Dance                             |
| 2001   | Лейди и Скитника 2: Приключенията на Скамп   | Lady and the Tramp II: Scamp's Adventure     |
| 2003   | Човекът от джунглата 2                       | George of the Jungle 2                       |
| 2004   | Скуби-Ду 2: Чудовища на свобода              | Scooby-Doo 2: Monsters Unleashed             |
| 2004   | Спондж Боб Квадратни гащи: Филмът            | The SpongeBob Squarepants Movie              |
| 2005   | Зебрата състезател                           | Racing Stripes                               |
| 2005   | Алоха, Скуби-Ду!                             | Aloha, Scooby-Doo                            |
| 2006   | Весели крачета                               | Happy Feet                                   |
| 2007   | Мрачните приключения на Съседски деца        | The Grim Adventures of the Kids Next Door    |
| 2008   | Невероятният Спайдър-Мен                     | The Spectacular Spider-Man                   |
| 2008   | Междузвездни войни: Войните на клонираните   | Star Wars: The Clone Wars                    |
| 2009   | G-Force: Специален отряд                     | G-Force                                      |
| 2009   | Бен 10: Извънземно нашествие                 | Ben 10: Alien Swarm                          |
| 2010   | Скуби-Ду: Ужас в лагера                      | Scooby-Doo! Camp Scare                       |
| 2010   | Скуби-Ду: Абракадабра-Ду                     | Scooby-Doo! Abracadabra-Doo                  |
| 2010   | Последният повелител във въздуха             | The Last Airbender                           |
| 2011   | Майло на Марс                                | Mars Needs Moms                              |
| 2011   | Нощта на ужасите                             | Fright Night                                 |
| 2012   | Камбанка и тайната на крилете                | Secret of the Wings                          |
| 2012   | Франкенуини                                  | Frankenweenie                                |
| 2013   | Кумба                                        | Khumba                                       |
| 2014   | Скуби-Ду: Франкенстрашно                     | Scooby-Doo! Frankencreepy                    |
| 2014   | Кутийковците                                 | The Boxtrolls                                |
| 2014   | Хобит: Битката на петте армии                | The Hobbit: The Battle of the Five Armies    |
| 2014   | Снежната кралица 2                           | Снежная королева 2: Перезаморозка            |
| 2015   | Спондж Боб: Гъба на сухо                     | The SpongeBob Movie: Sponge Out of Water     |
| 2016   | Книга за джунглата                           | The Jungle Book                              |
| 2016   | Легенди за скрития храм                      | Legends of the Hidden Temple                 |
| 2016   | Снежната кралица 3: Огън и лед               | Снежная королева 3: Огонь и лёд              |
| 2018   | Чаровният принц                              | Charming                                     |
| 2018   | Монахинята                                   | The Nun                                      |
| 2019   | Дора и градът на златото                     | Dora and the Lost City of Gold               |
| 2019   | Г-н Беля                                     | Trouble                                      |
| 2021   | Отрядът самоубийци                           | The Suicide Squad                            |
| 2021   | Шан-Чи и легендата за десетте пръстена       | Shang-Chi and the Legend of the Ten Rings    |
| 2022   | Скуби-Ду! Номер или лакомство                | Trick or Treat Scooby-Doo!                   |
| 2023   | Пазители на Галактиката: Трета част          | Guardians of the Galaxy Vol. 3               |
| 2024   | Семейство Касагранде: Филмът                 | The Casagrandes Movie                        |
| 2024   | Saving Bikini Bottom: The Sandy Cheeks Movie | Saving Bikini Bottom: The Sandy Cheeks Movie |